# مغنيسيت
المغنيسيت هو معدن يتكون من كربونات المغنيسيوم MgCO3 وهو معدن واسع الانتشار وينتمي إلى فصيلة معادن الكربونات.
تتبع بلورات هذا المعدن النظام البلوري الثلاثي متساوي الأحرف.
وصفه أبراهام فيرنر في منشوراته، وأطلق عليه ديتريش لودفيغ غوستاف كارستن سنة 1808 هذا الاسم نسبة إلى فلز المغنيسيوم.